# Наш день (газета)
Наш день — незалежний громадсько-політичний тижневик Тернопілля. Виходить від 12 червня 2013 року.
Свідоцтво про державну реєстрацію ТР № 601-201Р, видане 17 травня 2013 р.
Наклад — 12077 (2013, № 1), 15013 (2015), 15000 (2016).
Видання виходить на 20 сторінках.

## Творчий колектив
| Світлина | Прізвище, ім'я    | Посада            | Роки     |
|          | Зіна Кушнірук     | головний редактор | від 2013 |
|          | Тетяна Савків     | журналістка       | від 2013 |
|          | Олег Грушковик    | журналіст         | від 2013 |
|          | Ольга Чорна       | журналістка       | від 2013 |
|          | Антоніна Брик     | журналістка       | від 2013 |
|          | Юля Томчишин      | журналістка       | від 2013 |
|          | Микола Кошинський | дизайнер          | від 2013 |
|          | Олександр Гуцалов | дизайнер          | від 2013 |